# Keleti filozófia
A keleti filozófia egy gyűjtőfogalom, az Ázsiában honos kultúrkörök ezernyi filozófiai irányzatát foglalja össze. Legfőbb alkotói:
- Indiai filozófia
- Kínai filozófia
- Perzsa filozófia
- Japán filozófia
- Koreai filozófia

Néha ide sorolják az arab filozófiát is, habár ez néhol nagyfokú hasonlóságot, esetenként azonosságot mutat a nyugati filozófiával.
Kialakulásában döntő jelentőségűek voltak az ókori Keleten jelenlévő vallások, mint például a brahmanizmus, az ókori egyiptomi vallás, vagy a taoizmus.

## Fordítás
- Ez a szócikk részben vagy egészben az Eastern philosophy című angol Wikipédia-szócikk fordításán alapul.  Az eredeti cikk szerkesztőit annak laptörténete sorolja fel. Ez a jelzés csupán a megfogalmazás eredetét és a szerzői jogokat jelzi, nem szolgál a cikkben szereplő információk forrásmegjelöléseként.